# Santuari de Santa Maria Magdalena
El Santuari de Santa Maria Magdalena és un edifici religiós al municipi valencià de Novelda, al Vinalopó Mitjà.

## Història
Edificat a partir del projecte traçat per l'enginyer novelder Josep Sala Sala durant els seus estudis a Catalunya, es va construir en tres fases a partir del 1918 i va ser acabat el 1946. Acabada la guerra civil, per al finançament de les obres es varen emprar diferents recursos, com ara les gales líriques de sarsuela on van intervenir el director orquestral Asterio Mira, el baríton novelder Eduardo Mateo-Quirant i sa dona, la tiple Josefina Landete (pares ambdós de la també tiple Paloma Mairant), entre d'altres.

## Característiques
Va ser construït dintre de l'estil de principi de segle xx conegut com a modernisme català a partir del projecte traçat per l'enginyer novelder Josep Sala Sala. Guarda una certa semblança amb el Temple Expiatori de la Sagrada Família d'Antoni Gaudí. Té forma de pitxer, simbolitzant el pitxer que la Santa va portar de bàlsam a Jesús. Aquesta forma original és també única en el món.
En la façana principal destaquen dues torres laterals de 25 m. d'altura culminades per una creu de pedra natural, que també es troba en la cúpula i sobre els arcs superiors de la façana. Els motius decoratius tenen antecedents en els estils medievals, barrocs i en la mateixa natura. Aquestes influències van dur l'autor a combinar cudols del riu Vinalopó, manises policromades, rajoles rogenques, maçoneria, entre d'altres, que es reflecteixen per tot l'exterior de l'edifici.
L'interior del santuari està compost per una nau central rectangular amb dos espais laterals adossats; al fons, a l'absis, hi ha el cambril de Santa Maria Magdalena, patrona de Novelda, i darrere de l'altar es pot admirar un bell quadre atribuït a Gastó Castelló. Des 1993 s'hi incorpora lentament un orgue de grans dimensions fabricat totalment en marbre. Obra de l'orguener Iván Larrea, podria ser el primer a tot el món amb aquestes característiques. El so del tubs de pedra seria més intens que el de la fusta. Té un pes de 40 tones i tindra 750 tubs.